# Ngesrep (Ngemplak)
Ngesrep is een bestuurslaag in het regentschap Boyolali van de provincie Midden-Java, Indonesië. Ngesrep telt 6619 inwoners (volkstelling 2010).